# 林科納達利庫阿爾區
林科納達利庫阿爾區（西班牙語：Distrito de Rinconada-Llicuar），是秘魯的一個區，位於該國西北部皮烏拉大區的塞丘拉省，始建於1965年2月19日，面積19.44平方公里，海拔高度10米，2005年人口2,642，人口密度每平方公里140人。
5°27′49″S 80°45′55″W / 5.4637°S 80.7653°W